# Catherine Alicia Young
Catherine Alicia Young (in russo Екатерина Юнг; Mosca, 10 febbraio 1963) è una giornalista e scrittrice statunitense di origine russa, conosciuta principalmente per i suoi scritti sul femminismo. È autrice di due libri, collabora spesso con il mensile libertario Reason e scrive regolarmente su Newsday e RealClearPolitics.

## Biografia
Nata a Mosca da una famiglia ebrea, Catherine (Ekaterina) Jung aveva 17 anni quando la famiglia emigrò negli Stati Uniti nel 1980. È diventata cittadina statunitense nel 1987 come Catherine Alicia Young e si è laureata alla Rutgers University nel 1988. Alla Rutgers  ha scritto per il quotidiano studentesco The Daily Targum e ha collaborato come studentessa per The Detroit News. Ha anche completato la sua autobiografia, Growing Up in Moscow: Memories of a Soviet Girlhood, pubblicata nel 1989.
Continuando la sua collaborazione con The Detroit News, Young è stata editorialista regolare per il giornale dal 1993 al 2000 e ha lavorato come giornalista freelance per una varietà di pubblicazioni tra cui The New York Times, The Washington Post, The Philadelphia Inquirer, Newsday, The New Republic, The Wall Street Journal, The American Spectator, National Review, il sito Salon, The Weekly Standard e Reason.
Dal 2000 al 2007, Young ha scritto una colonna editoriale settimanale per The Boston Globe. Nel 2008, ha iniziato a scrivere una rubrica regolare per RealClearPolitics.com. Nel 2012 è diventata editorialista settimanale di Newsday. Nel corso della sua carriera, Young ha avuto uno stretto legame con Reason, essendo stata collaboratrice ed editorialista mensile dal 2001 al 2007. Dal 2014, ha contribuito regolarmente alla rivista Time.
La scrittura di Young copre una varietà di argomenti di politica e cultura. Così ha definito in The Daily Beast lo scrittore statunitense Grover Furr, autore di Krusciov mentì in cui smentì anche con fonti i crimini e i delitti commessi da Stalin,  come "un revisionista impegnato in una lunga carriera per scagionare Stalin". Ma dedica particolare attenzione alle questioni di genere e al femminismo, riflettendo una prospettiva femminista individualista come Wendy McElroy, che spesso concorda con gli attivisti per i diritti degli uomini mentre li critica per emulare la politica dell'identità associata ad alcune forme di femminismo. Oltre ad apparire in una serie di programmi radiofonici e televisivi, ha parlato nei campus universitari e, durante il 2001 e il 2002, ha tenuto un corso di tre settimane sulle questioni di genere al Colorado College.

### Femminismo
Nel suo secondo libro, Ceasefire! Why Women and Men Must Join Forces to Achieve True Equality, pubblicato nel 1999, Young ha criticato sia il femminismo che il tradizionalismo da quello che ha descritto come un "punto di vista pro-uguaglianza", una filosofia che lei dice può essere chiamata "femminismo o qualcos'altro".  Young ha difeso la campagna sui social media "Women Against Feminism".
Descrivendo la controversia Gamergate in relazione al femminismo, Young ha affermato di credere che Gamergate sia una reazione contro il femminismo, ma "è una reazione contro un particolare tipo di femminismo, che ha la tendenza a cercare ossessivamente i reati, leggere l'ideologia in tutto e demonizzare la sessualità maschile con il pretesto di eliminare "l'oggettivazione delle donne".
Nel 2015, Young ha scritto un articolo su The Daily Beast in cui ha intervistato la studentessa che l'attivista anti-stupro Emma Sulkowicz ha accusato di stupro. In risposta, Sulkowicz ha descritto Young come una "antifemminista", dicendo che Young ha pubblicato conversazioni su Facebook tra lei e il suo presunto stupratore per farla vergognare. Heather Wilhelm ha scritto su RealClearPolitics che l'articolo di Young su Sulkowicz "mette da parte l'hype e valuta sobriamente i fatti".. Citando l'articolo di Young, Katie Zavadski l'ha descritta sul New York Magazine come una "femminista contraria".
Young sostiene legalmente il riconoscimento dei matrimoni omosessuali.
Nel suo libro The Blank Slate, Steven Pinker identifica Young come una "femminista equa", e la descrive anche come un "editorialista iconoclasta" che ha discusso contro il "dogma" legato allo stupro. Secondo Il Washington Post, Young ha scritto numerosi articoli critici nei confronti della difesa contro lo stupro del campus. Il sito Salon ha descritto Young come la sua sia stata "una storia di scrittura per screditare le vittime [di stupro]".  La  rivista Commentary ha affermato che Young indaga "sull'atroce copertura dei miti sulle aggressioni sessuali nel campus" nella "speranza di mettere le cose in chiaro e minimizzare alcuni degli incredibili danni che le accuse hanno fatto".

## Opere
- Growing Up In Moscow: Memories of a Soviet Girlhood, 1989 ISBN 0709041306
- Ceasefire!: Why Women and Men Must Join Forces to Achieve True Equality, New York, Free Press, 1999 ISBN 0684834421